# Jérôme Gratien
Pour les articles homonymes, voir Jérôme.
Jérôme Gratien Dantisco ou Jean Gratien de la Mère de Dieu, né le 6 juin 1545 à Valladolid (Espagne) et décédé le 21 septembre 1614  à Bruxelles, est un prêtre carme espagnol. Il fut le premier provincial de la branche du Carmel déchaussé, ami et confesseur de Thérèse d'Avila, il lui a été d'une grande aide pour sa réforme du Carmel. Il a également été prédicateur et écrivain.
Après la mort de sainte Thérèse d'Avila, Jérôme Gratien est chassé de l'ordre des Carmes déchaux par son successeur, le père Nicolas Doria. Capturé par les pirates barbaresques, il passe deux ans en prison à Tunis. Après avoir fait appel au pape, il se réfugie chez les Carmes chaussés et finit sa vie au couvent de Bruxelles. Il meurt le 21 septembre 1614.

## Biographie

### Enfance et formation
Jérôme Gratien est né le 6 juin 1545 à Valladolid, fils de Diego Gratien Alderete de Lucas et de Jeanne de Dantisco. Son père est le secrétaire de Charles Quint (puis sera celui de Philippe II). Sa mère est la fille de l'ambassadeur de Pologne à la cour d'Espagne. 
Jérôme Gratien étudie dans un premier temps au collège des Jésuites de Madrid. Il se rend ensuite à l'université d'Alcalá pour étudier la théologie et la philosophie. Il est ordonné prêtre en 1569. 

### Entrée et rôle au Carmel
Alors que la position sociale de sa famille, ainsi que ses talents personnels peuvent ouvrir au père Gratien les plus hautes charges, celui-ci, après avoir rencontré des carmélites déchaussées, décide d'entrer dans la réforme de l'Ordre du Carmel initiée par sainte Thérèse d'Avila. En 1572, il se rend à Pastrana où Thérèse vient juste de fonder un couvent de religieuses carmélites réformées, et le 25 mars 1572, il entre chez les Carmes déchaux sous le nom de « Jérôme-Gratien de la Mère de Dieu ».
Le 28 mars 1573, il est nommé visiteur apostolique des Carmélites déchaussées de la province d'Andalousie.
Il fonde également un couvent de pères carmes à Séville, dont il devient le prieur. Il approuve et soutient la fondation de différents couvents de religieuses et de frères déchaux.
Jérôme Gratien rencontre pour la première fois Thérèse d'Avila au printemps 1575, à Beas de Segura alors qu'elle vient juste de fonder ce nouveau couvent (le 24 février). Jérôme Gratien devient le confesseur et l’ami de sainte Thérèse d'Avila qui lui sera très attachée. 
En mai 1575, lors du chapitre général du Carmel à Plaisance, sainte Thérèse et Jérôme Gratien sont tous deux condamnés, à la suite de quoi, le père Gratien est mis au cachot à Pasrana. 
En juin 1577, le père Gratien est consigné au couvent l'Alcalà. En 1580, la persécution contre les Carmes déchaux se termine. Le pape Grégoire XIII détache alors les carmes déchaux, de la juridiction carmélitaine de la province de Castille (avec qui ils sont en conflit), et le pape soumet ces carmes réformés directement au prieur général de l'ordre du Carmel. Jérôme Gratien est élu premier provincial de la branche des déchaux. 

### Expulsé du Carmel
En 1585, au Chapitre de Lisbonne qui doit élire le successeur du Père Gratien, celui-ci favorise l’élection du Père Nicolas de Jésus-Marie Doria (qui vient d'une grande famille génoise). Si le père Gratien se félicite de cette nouvelle élection, le père Jean de la Croix lui se méfie de Doria, et il n'hésite pas à annoncer au père Gratien stupéfait : « Votre Révérence vient de faire un provincial qui lui ôtera l'habit ». 
Mais le Père Doria est à la tête d'un groupe de carmes pour qui l'idéal de vie religieuse consiste en une observance stricte de la règle en excluant toute vie de prière intérieure. Jérôme Gratien avec saint Jean de la Croix et plusieurs autres carmes et carmélites s'opposent à cette vision de la vie religieuse carmélitaine (très éloignée de l'esprit de la réforme thérésienne). Ils sont cependant mis en minorité. Après la mort de Jean de la Croix en 1591, Nicolas Doria décide de se débarrasser de son principal adversaire, le père Jérôme Gratien. Doria accuse alors Gratien d'avoir écrit des textes défavorables à ses supérieurs, et en s'appuyant sur des documents falsifiés, il fait condamner Jérôme Gratien le 17 février 1592 à être expulsé de l'Ordre des Carmes Déchaux. Cette condamnation est confirmée par le roi d'Espagne et le nonce apostolique. Les autorités de Rome recommandent alors au père Gratien d'entrer dans un autre ordre religieux.
Cependant, les Chartreux, les Franciscains et les dominicains refusent de le recevoir.

### La captivité et l'exil
Le père Gratien prend alors le bateau pour rejoindre Rome et faire appel au pape. Mais, en octobre 1592, en quittant le port-escale de Gaëte, il est capturé par des pirates et emprisonné pendant deux ans à Tunis. Là-bas, il travaille au bagne de Tunis au milieu d'autres esclaves chrétiens. Au risque de sa vie, il soutient ceux dont la foi vacille, et convertit ceux qui avaient renié leur foi chrétienne. Il obtient également la libération de différents prisonniers grâce aux dons qui lui avaient été envoyés,. Après dix-huit mois de captivité, un marchand juif tunisien, Simon Askenazi, paye sa rançon, vers la fin de l'été 1594, et lui rend ainsi sa liberté.

### La réhabilitation
Le père Gratien, enfin parvenu à Rome peut rencontrer le pape Clément VIII. Après avoir fait le récit de ses aventures et de ses souffrances, le pape s’écrie : « Cet homme est un saint ». Le pape demande le réexamen de sa condamnation, et celle-ci est finalement annulée le 6 mars 1596. Cependant, son retour dans l'ordre des Carmes déchaux risquant de raviver les dissensions anciennes, Jérôme Gratien est autorisé à entrer chez les carmes de l'antique observance ou carmes chaussés avec tous les honneurs et privilèges. Il est également autorisé à pratiquer la règle de la réforme. 
Le père Gratien va se rendre à Ceuta et Tétouan pour prêcher le jubilé (1600-1605). Il se rend ensuite à Valladolid pour assister sa mère mourante.
Enfin, en 1606, il est appelé à Bruxelles par son ami et protecteur l'archiduc Albert d'Autriche. Il y termine sa vie dans le couvent des Carmes de Bruxelles le 21 septembre 1614,.

### Sépulture et reliques
Le père Gratien est enterré dans le couvent principal des Carmes chaussés de Bruxelles. Ses reliques seront transférées à plusieurs reprises. Au cours de la Révolution française, elles sont définitivement perdues.

## Vénération et souvenir

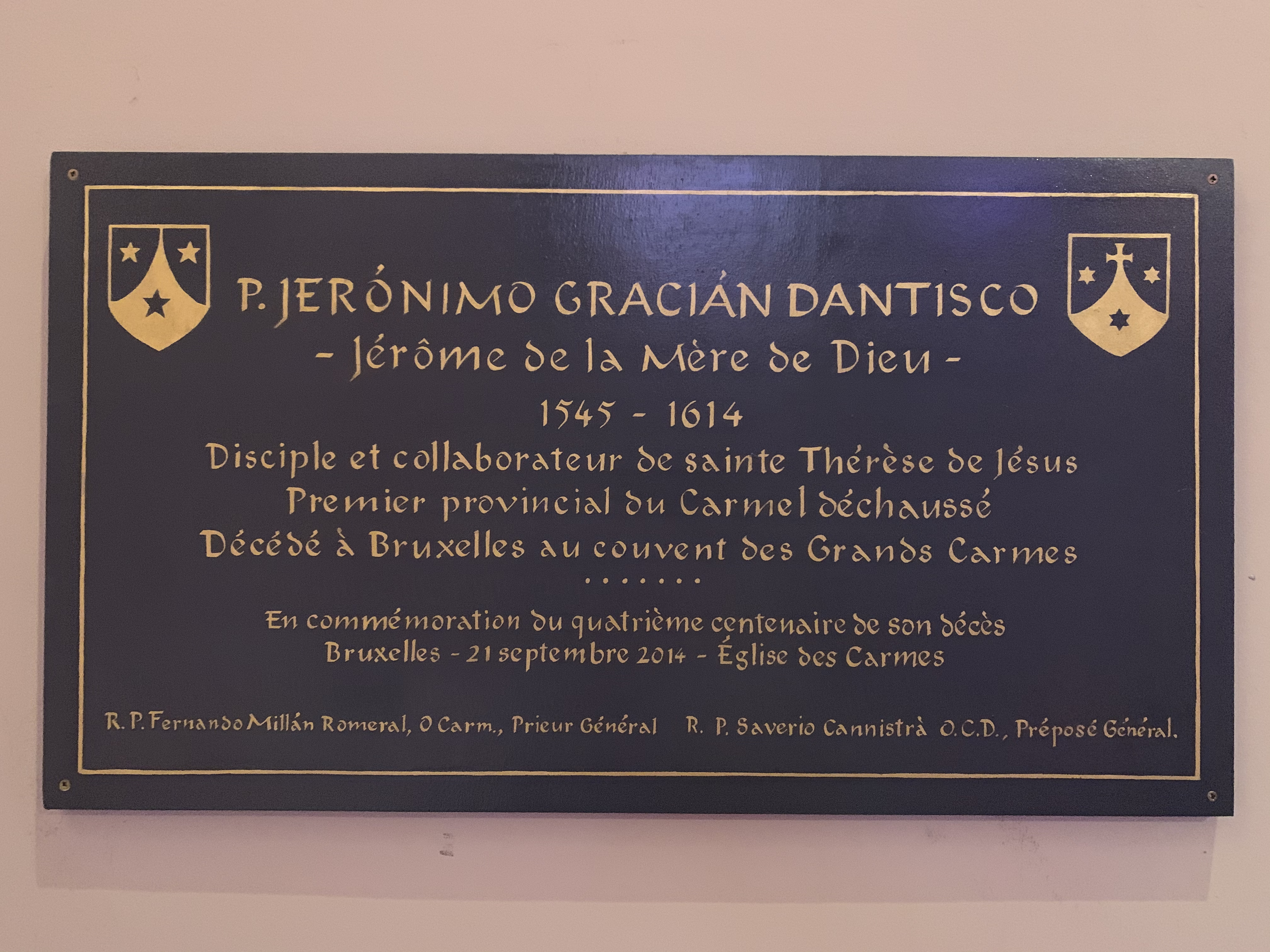
Plaque commémorative du 4è centenaire de sa mort, à Bruxelles

- Lors du chapitre général de l'ordre des Carmes déchaux de 1991, à Rome, il est demandé la réhabilitation du père Gratien dans l'ordre (des carmes déchaux), ainsi que celle de son secrétaire Bartholomé de Jésus. Il est également demandé de procéder à l'introduction de la cause en béatification du père Gratien[10]. Le père Gratien est officiellement réhabilité dans l'Ordre le 15 décembre 1999, et sa cause en béatification est en bonne voie[11].
- À l'occasion des quatre cents ans de la mort du père Gratien, une plaque commémorative a été officiellement apposée, le 21 septembre 2014 dans le couvent du carmel de Bruxelles par les supérieurs généraux des Grands carmes et des carmes déchaux[12].

## Écrits
- (es) Jérôme Gratien, Dilucidario del verdadero espíritu, Madrid, P. Madrigal, 1604, 147 p. (lire en ligne), réédité en 1608 à Bruxelles. Il y présente la mystique thérésienne.
- D'autres traités ascétiques et mystiques sont publiés comme 
  - (es) Jérôme Gratien, Lampara encendida : Compendio de la perfeccion, Madrid, 1604, 100 p. (lire en ligne).
  - (es) Jérôme Gratien, El arte breve de amar a Dios, 1612 ; sur les devoirs spirituels.
- (es) Jérôme Gratien et Giovanni Maria Bertini, Peregrinación de Anastasio : Diálogos de Las Persecuciones, Juan Flors, 1966 (1re éd. 1905), 287 p. ; il y relate les persécutions qu'il eut à supporter
- (es) Jérôme Gratien et Giovanni Maria Bertini, Obras : del p. Jerónimo Gracián de la Madre de Dios, vol. 1 à 3, Silverio (of St. Teresa), 1933 (1re éd. 1616) ; fait partie de la publication Biblioteca mistica carmelitana (Volumes 15 à 17)

Le père Gratien occupe une place prépondérante dans les Lettres de Thérèse de Jésus (voir : Thérèse d'Avila et Bernard Sesé, Œuvres complètes : Thérèse d'Avila, vol. 2, Le Cerf, 20 décembre 1995, 1096 p. (ISBN 978-2-204-05325-9)).